# Super Pokémon Rumble
Super Pokémon Rumble (スーパーポケモンスクランブル?, Super Pokémon Scramble) è un videogioco della serie Pokémon per Nintendo 3DS sviluppato da Papaya Studio e pubblicato da Nintendo in Giappone l'11 agosto 2011, nell'America del Nord dal 24 ottobre 2011, con il titolo di Pokémon Rumble Blast, ed in Europa dal 2 dicembre 2011.
Seguito di Pokémon Rumble, uscito il 16 giugno 2009 per WiiWare, il gioco è stato ridistribuito sul Nintendo eShop il 29 novembre 2012 nei paesi della regione PAL e il 20 dicembre 2012 in America del Nord.

## Modalità di gioco
Pokémon Rumble Blast presenta un gameplay simile a quello del suo predecessore, in cui il Pokémon del giocatore esplora diverse aree mentre combatte i Pokémon nemici. Un boss attende il giocatore al termine di ogni zona e la difficoltà dei boss aumenta con il proseguire del gioco. In questo gioco, ci sono città in ogni area ed ogni città ha delle macchine dove poter comprare nuove mosse, liberare i propri Pokémon e una fontana piena di rugiada di luce, la quale permette di curare i propri Pokémon. Nel gioco, la rugiada di luce scompare e il giocatore deve scoprire chi è stato a rubarla. Il gioco include Pokémon giocattolo dalle prime cinque generazioni.
Pokémon Rumble Blast presenta anche l'opzione di giocare con altri giocatori tramite lo streetpass. Ciò permette al giocatore di vedere i Pokémon e i Mii dell'altro giocatore.

## Trama
Il gioco inizia con un Mii che carica con una chiavetta un Pokémon giocattolo (Pikachu), e si ritrova in un breve percorso (che è la cima del Pilastro del mondo) dove si reclutano automaticamente i tre starter di quinta generazione e il leggendario Victini. Il boss è il pokégiocattolo di Zekrom; che però  distrugge con dei fulmini la piattaforma su cui si trova esso insieme al tuo personaggio . All'inizio sembra che il nemico sia Pawniard e la sua gang (siccome tutti i cittadini di Toy Town li accusano di aver rubato la rugiada di luce sparita misteriosamente dalla fontana); infine si crede che sia colpa di Cobalion (perché continua a trasportare insieme ai suoi compagni la Rugiada Di Luce). Ma alla fine si scopre che Cobalion cercava solo di sconfiggere l'esercito arrugginito, guidato da Neruggine: il vero cattivo. Nella lotta finale contro Neruggine (che si scopre essere una chiavetta misteriosa) Cobalion si sacrifica pur di neutralizzare il suo maestoso campo di forza. Alla fine il tuo pokégiocattolo dovrà sconfiggerlo definitivamente.